# Celso (obispo de Toledo)
Celso fue un religioso hispano, obispo de Toledo antes del 523.
El obispo es mencionado por San Ildefonso, y que también aparece en el Códice Emilianense, donde se dice que fue sucesor de Pedro. Junto a los obispos de Carpetania y Celtiberia —cuyos nombres no son conocidos— recibió una petición, desvergonzada en palabras de Montano, de parte de un obispo de nombre desconocido que iba viajando de un lugar a otro. A raíz de esta petición, parece que por decisión conciliar, concedió en exclusiva a dicho obispo, mientras le fuera de ayuda, los municipios de Segovia, Brittablo (quizás Buitrago del Lozoya) y Coca. Para Montano, esta decisión no era razonable, pero los obispos hicieron esta concesión por la dignidad del cargo que hacía la petición, porque ya que si iba vagando de un lado a otro, al menos lo hiciera con honorabilidad. Celso murió el 523, o poco antes, y fue sucedido por Montano.